# 東京湾炎上
『東京湾炎上』（とうきょうわんえんじょう）は、1975年（昭和50年）7月12日に公開された日本の特撮映画。制作は東宝映画・東宝映像、配給は東宝。カラー、シネマスコープ。監督は石田勝心、主演は丹波哲郎。
同時上映は『がんばれ!若大将』。

## 解説
石油を満載したタンカーをシージャックしたテロリストやその脅威にさらされた乗組員たちの人間模様と、事態を秘密裏に解決するために情報操作を行う政府関係者を描いた、パニック映画である。
劇場公開当時は『日本沈没』や『ノストラダムスの大予言』などのパニック映画が流行していたうえ、前年に発生した第十雄洋丸事件などの石油タンカー爆発事故が相次いでいたことから、これらに影響を受けて制作された。原作者の田中光二は、本作品の原作『爆発の臨界』の取材のために『ノストラダムスの大予言』の特撮撮影現場を訪れており、東宝映像社長の田中友幸はその当時から映画化を検討していたという。当初は『ノストラダムスの大予言』の監督を務めた舛田利雄が本作品の監督に予定されていたが、脚本を手掛けるに留まった。
ヒロイン役の金沢碧は、本作品が映画初出演であった。

## あらすじ
原油を満載して帰国の途についたマンモスタンカーのアラビアンライト号は浦賀水道を航行中、石油メジャー排除と資源ナショナリズムを主張するテロ集団にシージャックされる。テロ集団は、日本人のムンクを介してタンカーの原油タンクに時限爆弾を仕掛け、喜山CTSを爆破したうえで、その様子をテレビ中継しなければ、東京湾の中央に停泊させたアラビアンライト号を爆破すると要求する。要求が事実である証拠に、24時間後に石油タンカーのうちの1隻が爆発すると予告する。
もしもアラビアンライト号が爆破されれば、積載された原油が気化して沿岸部のコンビナートも誘爆し、発生した有毒ガスで首都圏の住民はもちろん、行政・産業・交通も全滅する。一方、要求どおりに喜山CTSを爆破した場合は、アラビアンライト号の数十倍の原油によって鹿児島湾が死の海になると予測される。政府はすべての石油タンカーの洋上退避を指示し、人質解放の交渉のために時間を稼ぐが、その間に脱出を図った乗組員は射殺され、厨長の寺田の死と引き換えにテロ集団のメンバーの一部を拘束することに成功する。そんな中、予告どおりに清水港のタンカー「さうじ丸」が爆破される。一向に進行しない事態を重く見た対策本部長の葛城は、現地からの映像に特撮の爆破映像を合成してテロ集団を欺く作戦を提案する。こうして、喜山CTS附近が立ち入り禁止区域にされて対策本部には映画監督が招かれ、膠着した船内では拘束されたメンバーと人質の一部が交換されてテロ集団内に対立が深まり始める。
そして、ついに要求どおりに喜山CTS爆破の特別番組の放送が始まり、現地からの映像でも戦闘機の爆撃で石油タンクが次々と爆発していく。それは既存のパニック映画の映像を現地からの映像に合成した放送であり、葛城は作戦の成功を確信するが、現地に雨が降り始めたことから、映像が合成であることがテロ集団に知られてしまう。テロ集団のリーダーのシンバは時限爆弾を起動させて乗組員たちに退船を命じるが、かつて日本人に両親を虐殺されたメンバーが反発し、メンバー同士の銃撃戦になる。その最中に乗組員たちは反乱を起こし、テロ集団を全滅させる。
シンバが必死に隠滅しようとしたメモから、乗組員たちは仕掛けられた時限爆弾を撤去していくが、1個だけが外れて原油タンク内に落ちてしまったことが判明する。そこへ、万が一の事態に備えて液体内で行動できる特殊潜水服とソナーを持ち込んでいた、海上自衛隊の特殊部隊が乗船してくる。地質学者の館次郎は特殊潜水服を着て原油タンク内に潜り、時限爆弾をタイムリミット寸前に発見する。

## キャスト
- 宗方船長[出典 5]：丹波哲郎
- 館次郎[出典 5]（地質学者[出典 6]）：藤岡弘
- 小佐井機関長[出典 7]：宍戸錠
- ムンク[出典 7]：水谷豊
- 未知子[出典 5]：金沢碧
- 西沢甲板長[出典 7]：内田良平
- 岩動達也[出典 8][注釈 4]：渡辺文雄
- 葛城対策本部長[出典 9][注釈 5]：鈴木瑞穂
- 深見久[出典 8]：佐藤慶
- 江原一等航海士[出典 10]：北村総一朗
- 井上三等航海士[出典 10]：潮哲也
- 片岡機関士[出典 11]：富川澈夫
- 五十嵐無線局長[出典 11]：久野四郎
- 初山船医[出典 5]：金井大
- 寺田司厨長[出典 11]：下川辰平
- 担当官[14][11][注釈 6]：加藤和夫
- 若林進[出典 11]（特撮監督[11]）：佐竹明夫
- 防衛庁長官[出典 11]：入江正徳
- 林パイロット[出典 11]：佐々木勝彦
- 記者[注釈 7]：佐原健二
- 映画カメラマン[3][11]：梅津栄
- 瀬木運輸大臣[出典 11]：河村弘二
- 草下通信士[出典 11]：青山一也
- 原[出典 11]（ボーイ[11]）：伊藤敏孝
- 南二等航海士[出典 12]：小笠原剛
- 小原機関士[3][14][注釈 8]：小原秀明
- 田村操舵士[14][11]：剛達人
- 関根ダイバー隊長[出典 11]：笠達也
- 村松自治大臣[出典 11]：神山勝
- 中園対策本部員[出典 11]：久遠利三
- アナウンサー[3][11]：中江真司
- TV中継スタッフ[3][注釈 9]：武藤章生
- 刑事（鹿児島）[3][11]：渡部猛
- 記者B[11]：小沢幹雄
- 刑事[3][注釈 10]：三重街恒二
- 記者A[3][11]：加地健太郎
- 記者[3]：オスマン・ユセフ
- プロジェクトメンバーの一員[11]：長沢大
- 本部通信士[3][11]：門脇三郎
- 第三管区海上保安本部職員[3][11]：加藤茂雄
- 峠の中継スタッフ[3][11]：勝部義夫
- 有島海上保安庁長官[14]：高杉哲平
- キファル[7]（ゲリラのメンバー[11]）：ケン・サンダース
- シンバ[7]（ゲリラのリーダー[11]）：ケイ・アモア
- ザンバ（ゲリラのメンバー[11]）：ウイリー・ドーシー
- テンボ（ゲリラのメンバー[11]）：マスド・ラシド・ローン
- ムボゴ（ゲリラのメンバー[11]）：イクバル・ハニフ
- 記者[3]：トニー・セテラ

## スタッフ
参照
- 製作：田中友幸、田中収
- 監督：石田勝心
- 特技監督：中野昭慶
- 原作：田中光二『爆発の臨界』（1974年、祥伝社）
- 脚本：大野靖子、舛田利雄
- 擬斗：日尾孝司
- 音楽：鏑木創
- 主題歌：橋本葉子「あなたは旅人」
- 撮影：西垣六郎
  - 特技撮影：富岡素敬
- 編集：小川信夫
- 合成：松田博
- 光学撮影：宮西武史
- 光学作画：塚田猛昭
- 操演：松本光司
- 特殊効果：渡辺忠昭
- 録音：渡会伸
- スチール：中尾孝
  - 特技スチール：田中一清
- 照明：高島利雄
  - 特撮照明：森本正邦
- 美術：村木与四郎
  - 特技美術：井上泰幸
- 助監督：今村一平
  - 特技助監督：川北紘一
- 製作担当：村上久之、徳増俊郎
  - 特技製作担当：篠田啓助
- 協力：(株)大阪商船三井船舶
- 東宝映画 = 東宝映像提携作品

## 撮影
特撮映画であるがミニチュア撮影のシーンは少なく、炎上する東京湾のシーンは実景にセットで撮影した炎を合成したものである。セットでの炎上シーンは、寒天で作った海にガソリンを撒いて着火している。助監督の川北紘一によれば、前年の『ノストラダムスの大予言』撮影時のスタジオ火災により火の取り扱いが厳しくなり、現場はピリピリしていたという。
一方、メインの舞台となるアラビアンライト号は、特殊美術スタッフの井上泰幸によって全長7.2メートルの巨大なミニチュアが制作され、航行シーンはワイヤーを装着したトラックで牽引している。材質はFRP製。井上は当初8メートルを要望していたが、制作部長からは2メートルと指示され、プロデューサーの田中友幸が間を取って4メートルで決着をつけたが、井上はこれを無視して7.2メートルで制作した。井上は、水はごまかしが効かないために主役は大きくしないと画が保たないと述べており、実物を見た田中は意外に大きくなかったという感想であったという。マンモスタンカーの爆発シーンは、大プールで撮影された。
また、コンビナートや喜山CTSの爆発シーンでは、特技監督の中野昭慶が粘着性のある爆発にこだわり、石油タンクのセット内にさまざまな化学薬品や火薬を調合して仕込み、派手な大爆発を撮影している。中野は、赤い炎では力感が生まれないが、実際に高温のように色のない炎ではかえってリアリティが出ないため、中間の色を意図したことを語っている。
アラビアンライト号の甲板シーンや船内シーンの撮影には、山下新日本汽船のタンカーである山菱丸と若鶴丸が使用されている。シージャッカー襲撃シーンの撮影は石油積載状態で行うと危険であるため、鉱石運搬兼用船の若鶴丸が鉱石のみを積んで停泊している2日間に集中して撮影された。

## 映像ソフト
- VHS 品番 TG4536S[19]
- DVD
  - 2005年11月25日、初回版が発売された[20]。
  - 2013年11月8日、期間限定プライス版として再発売された[21]。
  - 2015年8月19日、東宝DVD名作セレクションとして再発売された[22]。

## サウンドトラック
- 東京湾炎上 サントラ盤 クラウンレコード 音楽：鏑木創

## 関連作品
- 『ゴジラvsキングギドラ』・『ゴジラ×メカゴジラ』 - 本作品から石油コンビナートの爆発シーンが流用されている[23]。